# Guan Hu
Guan Hu (管虎), né le 1er août 1968, est un réalisateur chinois de la sixième génération.

## Biographie
Diplômé de la promotion 1991 de la prestigieuse académie de cinéma de Pékin, Guan devient le plus jeune réalisateur du Beijing Film Studio. Dans les années 1990, il réalise une poignée de films qui se sont fait connaître comme une voix importante de la sixième génération, notamment avec Dirt (en) en 1994, une représentation de la scène musicale rock de Pékin tournée avec un budget restreint et principalement financée par l'actrice principale Kong Lin (en). Ce film est souvent comparé à un autre film majeur de sixième génération sur la scène rock de Pékin, Les Bâtards de Pékin de Zhang Yuan. Contrairement à celui-ci, Guan Hu a déboursé près de 2 000 $US pour son affiliation à un studio d'État, ce qui lui a permis d'être distribué en Chine et d'être projeté à l'étranger avec l'approbation des autorités de réglementation.

## Filmographie

### Cinéma
| Année | Titre                              | Titre chinois        | Notes                                                                                |
| ----- | ---------------------------------- | -------------------- | ------------------------------------------------------------------------------------ |
| 1994  | Dirt                               | 头发乱了             |                                                                                      |
| 1996  | Cello in a Cab                     | 浪漫街头             | Aussi appelé The Street Rhapsody                                                     |
| 1999  | Farewell Our 1948                  | 再见，我们的一九四八 | Huabiao Award du Meilleur nouveau réalisateur                                        |
| 2002  | Eyes of a Beauty                   | 西施眼               | Prix du Festival du film étudiant du collège de Pékin (en) du film le plus populaire |
| 2009  | Cow                                | 斗牛                 | Horse Film Award de la meilleure adaptation                                          |
| 2012  | Design of Death                    | 杀生                 |                                                                                      |
| 2013  | The Chef, the Actor, the Scoundrel | 厨子戏子痞子         | Prix du Festival du film étudiant du collège de Pékin du meilleur réalisateur        |
| 2015  | Mr. Six                            | 老炮儿               | China Film Director's Guild Awards (en) du meilleur réalisateur                      |
| 2015  | Mr. Six                            | 老炮儿               | Huading Award du meilleur réalisateur                                                |
| 2015  | Mr. Six                            | 老炮儿               | Coq d'or du meilleur scénario                                                        |
| 2015  | Mr. Six                            | 老炮儿               | Golden Horse Award du meilleur scénario original                                     |
| 2016  | Run for Love                       | 奔爱                 |                                                                                      |
| 2019  | My People, My Country              | 我和我的祖国         | [ 3 ]                                                                                |
| 2020  | La Brigade des 800                 | 八佰                 |                                                                                      |
| 2024  | Black Dog                          | 狗阵                 | Festival de Cannes 2024 prix Un certain regard                                       |

### Télévision
- 2017 : The Weasel Grave (en)